# Pe'a

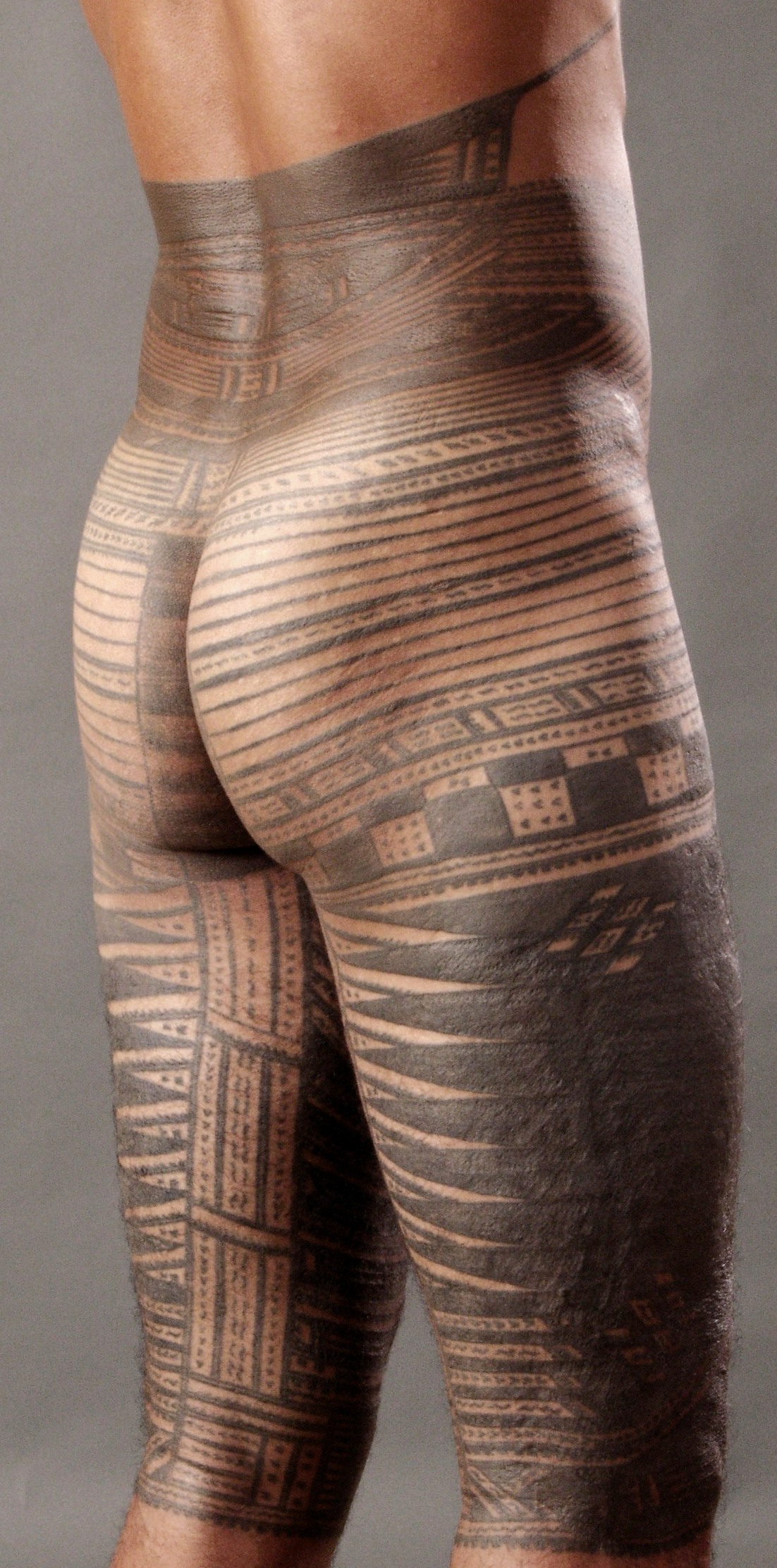
Pe'a.

Le Pe’a est le tatouage masculin traditionnel des Samoa. Il est réalisé de la taille aux genoux.

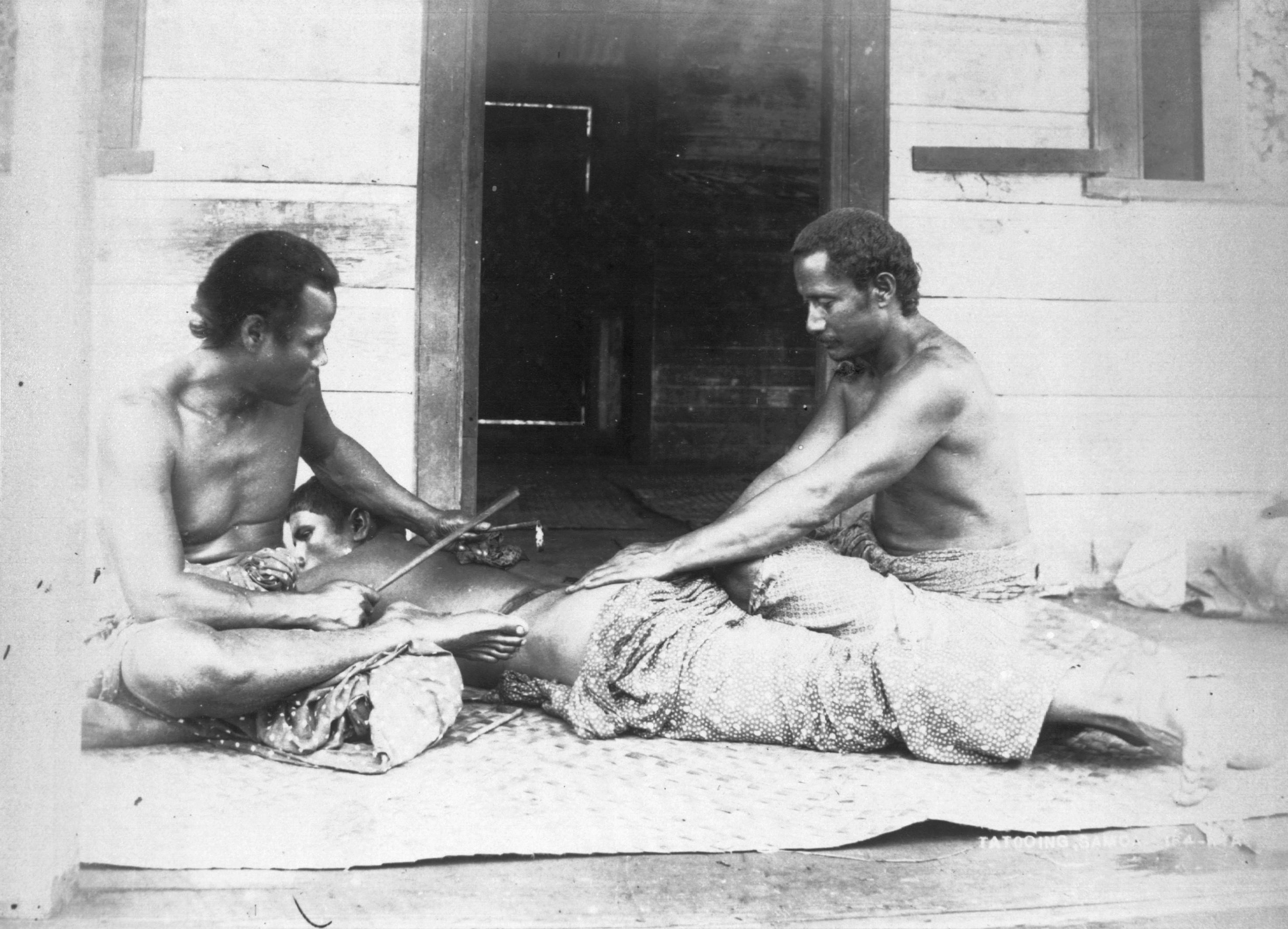
Réalisation d'un Pe'a vers 1895.